# Champinjoner
Champinjoner (Agaricus, tidigare också Psalliota) är ett släkte av både ätliga och giftiga svampar.
Vissa arter ur släktet säljs som matsvamp i livsmedelshandeln såväl i färsk som i konserverad form. Champinjoner används mycket i matlagning.
Vissa av arterna kan vara svåra att se skillnad på. Släktet inkluderar bland annat snöbollschampinjonen (Agaricus arvensis), som är en populär matsvamp, samt trädgårdschampinjonen (Agaricus bisporus), som är den mest odlade svampen i västvärlden.
Arterna i släktet karaktäriseras av sin köttiga hatt eller pileus, och på dess undersida växer ett antal utstrålande lameller på vilka sporerna produceras (liksom på andra skivlingar). Sporerna är chokladbrun- till svartbrunfärgade. De har också en stam som höjer upp hatten ovanför det objekt som den växer på, samt en partiell hinna som skyddar lamellerna under deras utveckling och sedan bildar en ring kring stammen.
Namnet champinjon kommer från franskans champignon (det allmänna ordet för svamp) och är en avledning av champ = fält. Champinjonens latinska namn är Agaricus (Psallio'ta).
Fruktkroppens storlek varierar mellan arterna. Ibland är den mycket stor och köttig och ibland mycket liten. Hatten är vit, gul eller brun. Den så kallade hatthuden är slät, småluden eller fjällig och är alltid torr. Hatten kan lätt lösgöras från foten. Skivorna, som finns på hattens undersida är tunna. I början av säsongen är de ljusa eller svagt rosafärgade. Senare blir de bruna eller svarta på grund av sporpulvret. Foten har ring. Fotbasen är rak eller uppsvälld. Den har ingen strumpa. Svampköttet är ljust. Det gulnar eller rodnar hos många arter efter hand samt vid brytning. Champinjonen är marksvamp. Den bildar inte mykorrhiza.

## Risker vid svampplockning
Champinjoner kan till utseendet lätt förväxlas med den mycket giftiga vita flugsvampen – en svampbok bör därför noga konsulteras innan champinjoner plockas i naturen.
Champinjoner innehåller fenylhydrazin-derivat, varför man inte bör äta stora mängder av svampen. Flera av arterna anrikar kadmium, varför man bör vara noga med var man plockar dem och inte äta alltför stora mängder. Vid kommersiell hantering bör kadmiumhalterna kontrolleras.